# 金鶏奨
中国映画金鶏奨（中国語: 中国电影金鸡奖, 英語: Golden Rooster Awards, 通称: 金鶏奨）は、中国映画界の最高賞。審査員により一年間のうち高評価だった芸術映画に与えられる。創設された1981年が中国の雞年（酉年）であることと、安徽懐寧県の芝居文物『金鶏碑』を由来として「金鶏」と名付けられた。
選考は中国電影家協会（中国映画家協会）によって毎年行われる。金鶏奨は大衆映画の百花奨とともに「金鶏百花奨」として並び称され、百花奨・華表奨とは「中国大陸映画の三大賞」のうちの一つとして並び称される。
当初は中国本土の作品や人物のみを選考対象としていたが、2005年に台湾や香港など他の地域にも選考対象を拡大した。

## 類別
- 最優秀ドラマ映画賞
- 最優秀監督賞
- 最優秀脚本賞
- 最優秀監督処女作賞
- 最優秀主演男優賞賞
- 最優秀主演女優賞賞
- 最優秀助演男優賞
- 最優秀助演女優賞
- 最優秀撮影賞
- 最優秀美術賞
- 最優秀音楽賞
- 最優秀録音賞
- 最優秀編集賞
- 最優秀美術映画賞
- 最優秀記録映画賞
- 最優秀科教映画賞
- 最優秀芝居映画賞
- 最優秀児童映画賞
- 最優秀中低価格ドラマ映画賞
- 生涯功労賞
- 選考委員会特別賞